# Brian P. Levack
Brian Paul Levack (* 1943) ist ein amerikanischer Historiker des frühneuzeitlichen Großbritannien und Europa. 

## Leben
Er erhielt seinen B.A. (summa cum laude) in 1965 von der Fordham University in New York und seinen M.A. (1967) und Ph.D. (1970) von der Yale University in New Haven. Im Jahr 1969 trat er der Abteilung für Geschichte an der University of Texas in Austin bei, wo er heute der John E. Regents Professor (em.) in Geschichte ist. Seine Forschung umfasst die Themen der Rechtsgeschichte, der Beziehung zwischen Recht und Politik im frühneuzeitlichen Großbritannien, die Staatsbildung Großbritanniens, Hexenverfolgung und der Dämonologie.
Levack ist vor allem für sein Werk The Witch-Hunt in Early Modern Europe (1987, dt.: Hexenjagd, 1995) bekannt, welches die Hexenverfolgung innerhalb der Frühen Neuzeit thematisiert und in insgesamt acht Sprachen übersetzt wurde.
Sein Werk The Devil Within: Possession and Exorcism in the Christian West (2013) beschäftigt sich mit dem Glauben daran, dass Besessenheit als ein Zeichen für physische oder psychische Krankheit angesehen wird, und argumentiert dabei, dass Besessene und Exorzisten lediglich ihren verschiedenen Religionen folgen und ihre Taten daher in ebendiesem Kontext zu betrachten seien.
Levacks aktuellstes Werk Distrust of Institutions in Early Modern Britain and America (2022) bietet einen gesellschaftlichen, politischen und wirtschaftlichen Überblick zu der Beziehung Englands und Amerikas vom 16. bis 21. Jahrhundert.
Levack erhielt 1975 ein Guggenheim-Stipendium und wurde 1994 zum Scholar in Residence am Frances Lewis Law Center der Washington and Lee University School of Law in Lexington (Virginia) ernannt. Im Jahr 2004 wurde er in Texas an die Academy of Distinguished Teachers aufgenommen und 2011 erhielt er von der University of Texas den Regents Outstanding Teaching Award. Levack lehrte zur Geschichte der Frühen Neuzeit in Großbritannien und Europa, der Rechtsgeschichte und der Geschichte der Hexerei. Für acht Jahre war er Leiter seiner Abteilung.

## Bibliografie

### Bücher
- The Civil Lawyers in England, 1603–1641: A Political Study.  Oxford: Clarendon Press, 1973.
- The Formation of the British State: England, Scotland and the Union, 1603–1707. Oxford: Clarendon Press, 1987.
- Witch-Hunting in Scotland: Law, Politics and Religion. London: Routledge, 2008.
- The Devil Within: Possession and Exorcism in the Christian West. New Haven and London: Yale University Press, 2013.
- The West: Encounters and Transformations  (with Edward Muir, Michael Maas, and Meredith Veldman). New York: Pearson Longman, 2004.
- The Witch-Hunt in Early Modern Europe. London: Longman, 1987.
- Distrust of Institutions in Early Modern Britain and America. Oxford: Oxford University Press, 2022.

### Herausgegebene Werke
- The Jacobean Union: Six Tracts of 1604. Herausgegeben mit Bruce Galloway. Edinburgh: Scottish History Society, 1985.
- Articles on Witchcraft, Magic and Demonology: A Twelve-Volume Anthology of Scholarly Articles. New York: Garland, 1992.
- New Perspectives on Witchcraft, Magic and Demonology: A Six-Volume Anthology of Articles. New York: Routledge, 2001.
- The Witchcraft Sourcebook. New York and London: Routledge, 2004.
- The Oxford Handbook of Witchcraft in Early Modern Europe and Colonial America. Oxford: Oxford University Press, 2013.